# Акхисар Беледиеспор
„Акхисар Беледиеспор“ (на турски: Akhisar Belediye Gençlik ve Spor Kulübü или просто Акхисар е професионален турски футболен клуб от град Акхисар, играещ в Турската Суперлига. Основан през 1970 г. Клубни цветове: черно, зелено и жълто. Домакинските си срещи играят на стадион „Спор Тото Акхисар“ в Акхисар с вместимост 12 139 зрители.

## История
Клубът е основан 8 април 1970 г. като Йълмаз Атабарут. Клубните цветове са били: черно, зелено и жълто. Първото им изкачване става през 2008 г., когато влизат във Втора лига. През сезон 2009/10 „Акхисар“ влиза в Първа лига.

## Успехи
- Суперлига:
  - 7-о място (1): 2016/17
- Първа лига:
  -  Шампион (1): 2011/12
- Втора лига:
  -  Шампион (1): 2009/10
- Трета лига:
  -  Шампион (1): 2007/08
- Купа на Турция:
  -  Носител (1): 2017/18
  -  Финалист (1): 2018/19
- Суперкупа на Турция
  -  Носител (1): 2018
  -  Финалист (1): 2019